# Red Devil Fighting Team
Red Devil Fighting Team — клуб бойцов смешанного стиля (т. н. «бои без правил»), расположенный в Старом Осколе. В 2011 году переименован в «Клуб имени Святого Александра Невского (ОЭМК)».

## История
Клуб основан в 1996 году Вадимом Финкельштейном, в переводе с английского означает «Красный Дьявол». Является основной базой российских бойцов в дисциплине «Бои без правил». 27 сентября в Амстердаме проходил один из первых турниров Too Hot To Handle. Сергей Бычков выиграл болевым приемом на ногу у предыдущего чемпиона Европы Ронни Ривано, японец Наова Ояма выиграл у голландца Рэнса Вролика, Денис Дерябкин техническим нокаутом выиграл у другого голландца Ричарда Плуга, Марина Николаева по мнению судей была сильнее Луис Шолтен Албес (Голландия), англичанин Джон Мэннион болевым приемом выиграл у Рене Ван Де Занде, а Вячеслав Киселев техническим нокаутом проиграл Гилберту Айвелу (Голландия).
Самый известный член клуба — Фёдор Емельяненко. В клубе также состоял его брат Александр, но в 2009 году он вышел из клуба и стал свободным бойцом.

## Члены клуба

### Активные бойцы
- Федор Емельяненко
- Гегард Мусаси
- Алексей Череповский
- Артур Астахов
- Анатолий Токов
- Виктор Немков
- Андрей Лисицын
- Дмитрий Самойлов
- Арман Гамбарян
- Кирилл Сидельников
- Радик Ибоян
- Максим Гришин
- Тамерлан Уртаев
- Вулк Сильвиу Дорин
- Эрик Оганов
- Радмир Габдуллин
- Юрий Пуляев

### Бывшие бойцы
- Сергей Бычков
- Михаил Заяц
- Роман Зенцов
- Андрей Семёнов
- Станислав Нущик
- Николай Кудряшов
- Михаил Малютин
- Алексей Прокофьев
- Мусаил Алаудинов 2002—2005 годы.
- Александр Емельяненко
- Юлия Березикова 2001—2006 годы.

### Тренерский состав
- Владимир Воронов
- Александр Мичков
- Эдуард Широбоков
- Руслан Нагнибеда
- Андрей Сиганов